# Jam session
Una jam session (a veces traducido como tocada o zapada) es un encuentro informal de improvisación musical. La definición clásica de una jam session se debe a George Frazier: «Reunión informal de músicos de jazz, con afinidad temperamental, que tocan para su propio disfrute de una música no escrita ni ensayada».
En sus orígenes, la jam session era una reunión altamente competitiva. Adquiría, según Peter Clayton y P. Gammond, la atmósfera de un «combate de gladiadores» cuando se juntaban dos o más intérpretes de un mismo instrumento. Asimismo, según los mismos autores, el término jam se empleaba en ocasiones como sinónimo de jazz.
Según Alejo Carpentier, en francés suelen utilizarse los términos faire le bœuf, taper le bœuf o incluso bœuffer para referirse a las jam sessions, mientras que los músicos cubanos de jazz latino y de salsa se refieren a «descarga».
Con el tiempo, el concepto de jam se ha acabado aplicando a otros géneros distintos del jazz, especialmente el blues, el rock, el rap e, incluso, música de origen folclórico como la irlandesa y el bluegrass.

## Origen del término
La denominación provendría del verbo to jam, que significa «estorbarse», «agolparse» o «espachurrar». Según algunos autores, aparece a comienzo de los años 30 y el por qué se aplica en el contexto indicado tiene un origen no aclarado. Lo mismo ocurre con otros términos que se introdujeron al idioma inglés por medio de la música jazz, como hip, hep o hepcat.

## Desarrollo de una sesiónjam
Normalmente fuera de las horas de trabajo de los músicos participantes (after hours), la sesión se organizaba en algún club, local o, incluso, vivienda particular (en la escena de jazz neoyorquina eran populares las reuniones informales de músicos en pisos particulares o en fiestas). Sobre la marcha se seleccionan los temas base y se desarrolla la jam. Usualmente se toca en grupo la melodía principal (a veces simplemente un riff) y a continuación cada músico presente improvisa sobre ella (o sobre la armonía). Al contrario que en las sesiones de estudio o en los conciertos, los músicos carecen de limitaciones, pudiendo improvisar con total libertad, confrontar técnicas, estilos e ideas, y arriesgarse con innovaciones.

## Evolución de lasjams
El concepto de jam, en sí mismo, fue al comienzo una subversión de las reglas del show business y permitió que jóvenes instrumentistas tocaran en compañía de músicos ya asentados. Sin embargo, la industria musical pronto aprendió a utilizarlas desde una perspectiva comercial. El caso más claro de ello fueron los conciertos de Jazz At The Philharmonic (JATP).[cita requerida]
Las primeras jams que tuvieron proyección exterior, fueron la clásicas «batallas de tenores» o tenor sax battles de Kansas City en los años 30 y los años 40, de fuerte carácter competitivo, que enfrentaban a las figuras locales con los artistas de paso. Según Peter Clayton, cuando un músico, en opinión de los espectadores, vencía a otro se decía que lo había «trinchado» (carved) o «cortado» (cut). Este tipo de «batallas» tenían una fuerte tradición el hot jazz, entre las bandas callejeras que anunciaban los locales en Nueva Orleans, hasta el punto de que los ganadores arrastraban al público esa noche a su local.
Muy poco después, en la época gloriosa de la Calle 52 en Nueva York, las jams se extendieron por un gran número de clubs. En especial, quedaron para la historia las del Hickory House, impulsadas por el capo de Commodore Records, Milt Gabler, y que contaron con músicos asiduos como Eddie Condon, Henry Red Allen, Ben Webster, etc. También estaban, en el Greenwich Village, el Nick's o el Kelly's Stables, ambos con tendencia dixieland.
Pero las más famosas fueron las organizadas unos años más tarde en el Minton's, verdadero laboratorio donde se fue probando y consolidando el bebop, con Charlie Parker, Charles Mingus, Thelonious Monk, etc.
A finales de los años 40, las jams comenzaron a decaer, desarrollándose de forma mucho más mercantil, y sólo volvieron a despuntar con el auge del free jazz, ya en los años 60.[cita requerida] Después, perdieron definitivamente su razón de ser, quedando relegadas casi en exclusiva a los circuitos menores o aficionados.

## Jazz At The Philharmonic
Usualmente abreviadas como JATP, se trató de conciertos organizados como grandes jam sessions. Su inventor fue Norman Granz, quien en 1940 comenzó a organizar jams abiertas al público con músicos como Nat King Cole, Willie Smith o Don Byas. Tras una etapa en el ejército (1941-1944) organizó el primero de los conciertos jam el 2 de julio de este último año, en el Philharmonic Auditorium de Los Ángeles, de donde tomó el nombre. Granz revistió su propuesta con elementos ideológicos: Reparto de beneficios con los músicos; negativa a organizarlos en ciudades en las que se segregara al público por su raza; reivindicación del "buen jazz", etc. 
El espectáculo fue un éxito indudable, especialmente cuando se editaron los discos de los JATP. Incluso se grabó una película, Jammin' the blues, que fue candidata al Óscar. Trabajó con varias discográficas, hasta que fundó sus propios sellos, sobre todo Verve (1957). A partir de 1958, JATP giró por Europa y, después, por Japón y Australia.
En estos grandes conciertos jam participaron la mayor parte de las grandes figuras del jazz de tres décadas: Ella Fitzgerald, Duke Ellington, Oscar Peterson, Dizzy Gillespie, Jimmy Smith, Stan Getz, Roy Eldridge, Coleman Hawkins, Illinois Jacquet...